# Autoroute A404 (France)

En France, l'autoroute A404 relie l'A40, sur la commune de Saint-Martin-du-Frêne, à Arbent, en desservant le pôle de plasturgie d'Oyonnax. Elle a été mise en service en novembre 1997.

## Son parcours
Section concédée à APRR et payante (jusqu'à la sortie 10).
- Échangeur entre A40 et A404 +  8 Saint-Martin-du-Fresne à 0 km :
  - Paris, Lyon, Bourg-en-Bresse, Metz-Nancy
  - Annecy, Milan, Genève
  -  8 : Hauteville-Lompnes, Saint-Martin-du-Fresne, Maillat
- 9 La Croix Châlon à 6 km : Nantua, Montréal-la-Cluse, Izernore
- Péage de Groissiat (système fermé)
- 10 Oyonnax - Z. I. Sud à 12 km : Bellignat, Groissiat, Oyonnax
- 11 Oyonnax - ouest à 16 km : Oyonnax
- 12 Oyonnax - Z. I. Nord à 17 km : Oyonnax, Arbent (demi-échangeur ; de et vers l'A40)

Fin autoroute (provisoire) par un rond-point à 19 km sur la commune d'Arbent.
L'autoroute A404 sera à terme prolongée vers Saint-Claude.

## Les communes traversées
Du sud au nord : Maillat, Saint-Martin-du-Frêne, Port, Brion, Montréal-la-Cluse, Béard-Géovreissiat, Martignat, Groissiat, Bellignat, Oyonnax, Arbent

## Galerie d'images

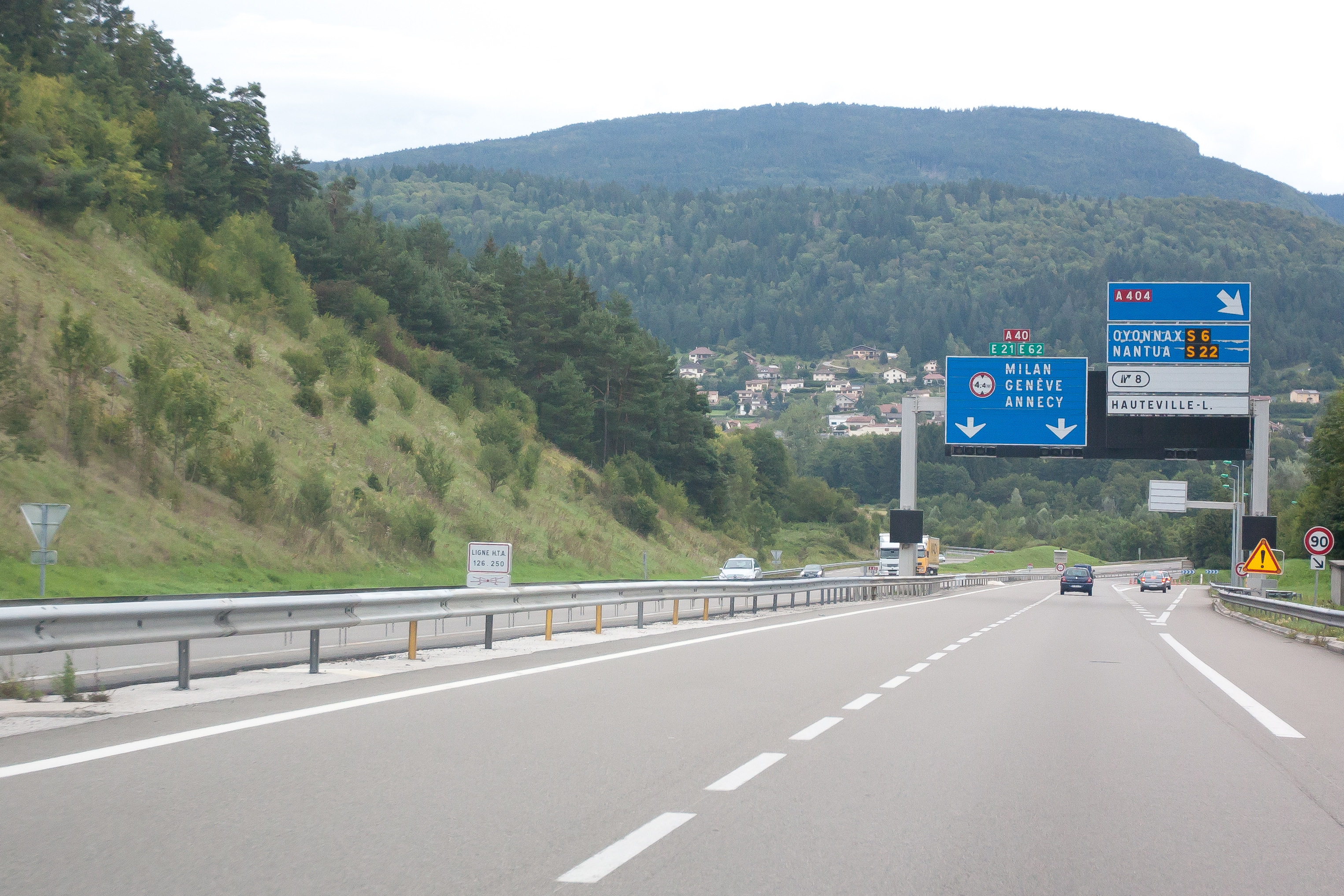
Panneaux de l'échangeur A40-A404, en provenance de Mâcon.
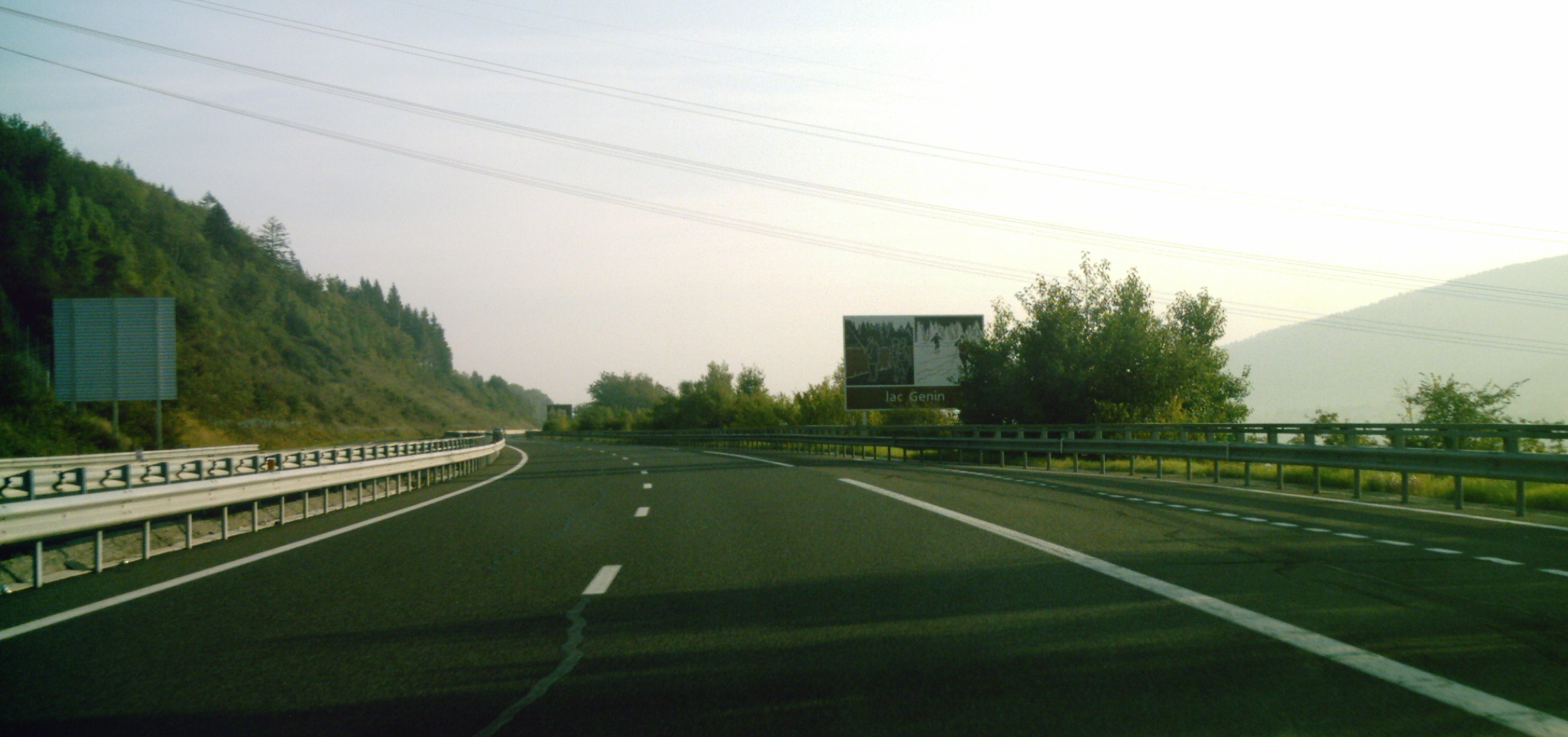
Panneau touristique H13 pour le lac Genin.